# コーンウォリス卿の降伏
『コーンウォリス卿の降伏』（コーンウォリスきょうのこうふく　英語: Surrender of Lord Cornwallis）は、アメリカ合衆国の画家ジョン・トランブルが描いた油彩画である。1820年に完成し、ワシントンD.C.のアメリカ合衆国議会議事堂のロタンダで展示されている。
1781年10月19日にバージニア州ヨークタウンでイギリスの将軍チャールズ・コーンウォリスが降伏した様子が描かれており、これによりヨークタウンの戦いが終結し、事実上アメリカ合衆国の独立が保証されたこととなった。絵画には、ヨークタウンの戦いに参加したアメリカ軍の多くの指導者も描かれている。

## 制作の依頼

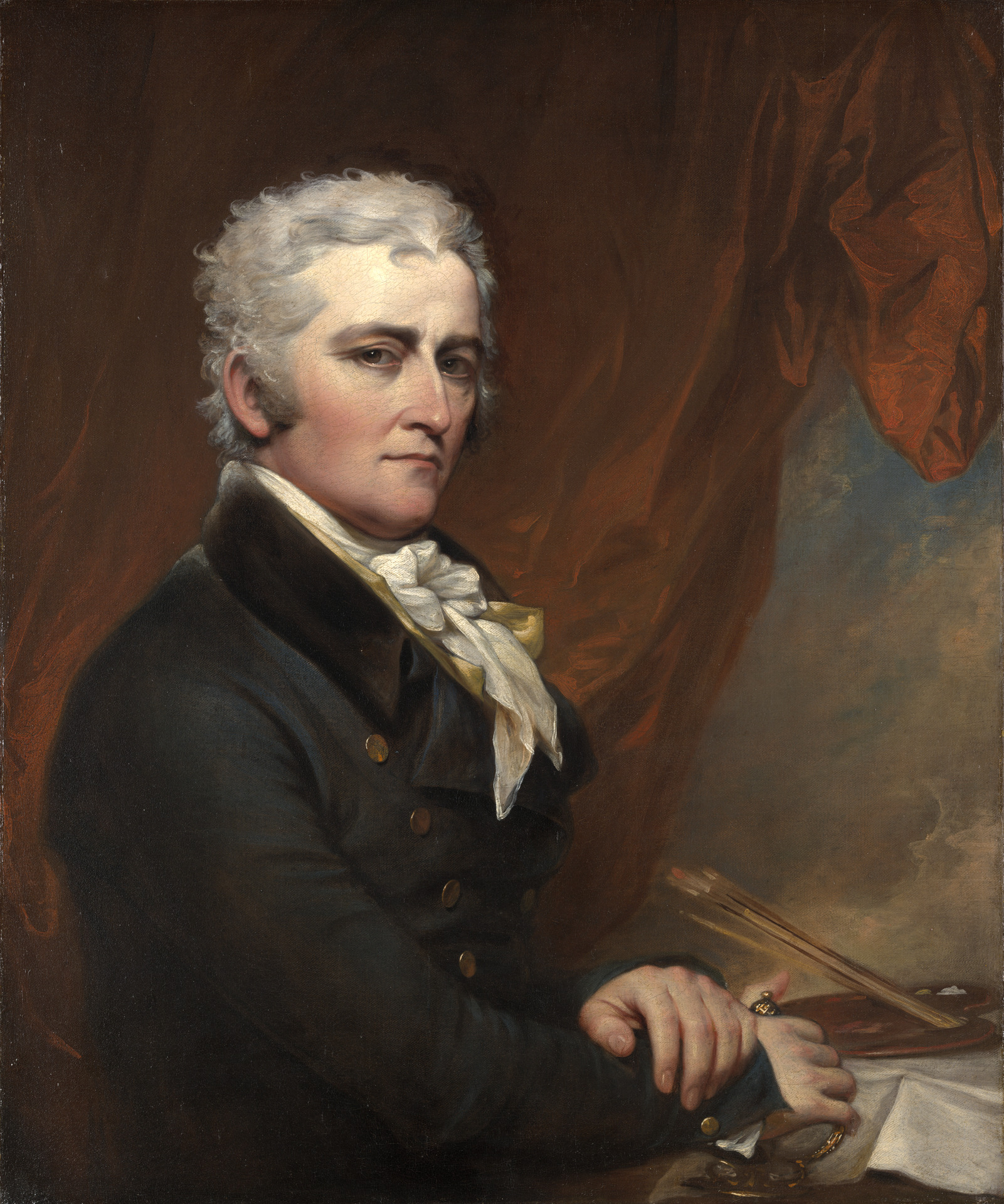
トランブルの自画像

画家のジョン・トランブルはアメリカ独立戦争の初期に兵士として参戦し、ジョージ・ワシントンやホレイショ・ゲイツの補佐官を務めており、1777年に退役すると、画家としての道を歩み始めた。1785年には、アメリカ独立革命の主要な出来事を記念する一連の大規模な絵画の構想を練り始め、イギリス滞在期間を経て、1789年にニューヨークに戻り、構想中の絵画に肖像画を使用する目的で多くの要人をスケッチし、1791年にバージニア州ヨークタウンを訪れて、背景となる風景をスケッチした。
米英戦争の終結後にイギリスから帰国すると、トランブルはアメリカ合衆国議会に対して自らの考えを提案した。『バンカーヒルの戦いにおけるウォーレン将軍の死』や『ケベックの戦いにおけるモントゴメリー将軍の死』の展示の成功、その他に提案した絵画の研究のおかげで、アメリカ合衆国議会は1817年に4枚の大きな絵画の制作を依頼し、議事堂のロタンダで展示することを決定した。
価格は絵画1枚につき8,000ドルとし、大きさや主題は大統領ジェームズ・マディソンにより決定された。大きさは12 ft × 18 ft（370 cm × 550 cm）とし、主題はそれぞれ独立宣言、バーゴイン将軍の降伏、コーンウォリス卿の降伏、en:General George Washington Resigning His Commissionとなった。トランブルは8年をかけて制作し、1820年に完成した。最初は、ニューヨーク、ボストン、ボルチモアで展示され、トランブルの監督の下で1820年後半から議事堂のロタンダで展示されている。
1828年にトランブル自身が絵画を綺麗にし、ニスを塗り、それ以来、定期的にメンテナンスされている。1971年には、強く投げられた1セント硬貨により破られた部分が修復された。ロタンダの絵画はすべて2008年に綺麗にされている。

## 描写

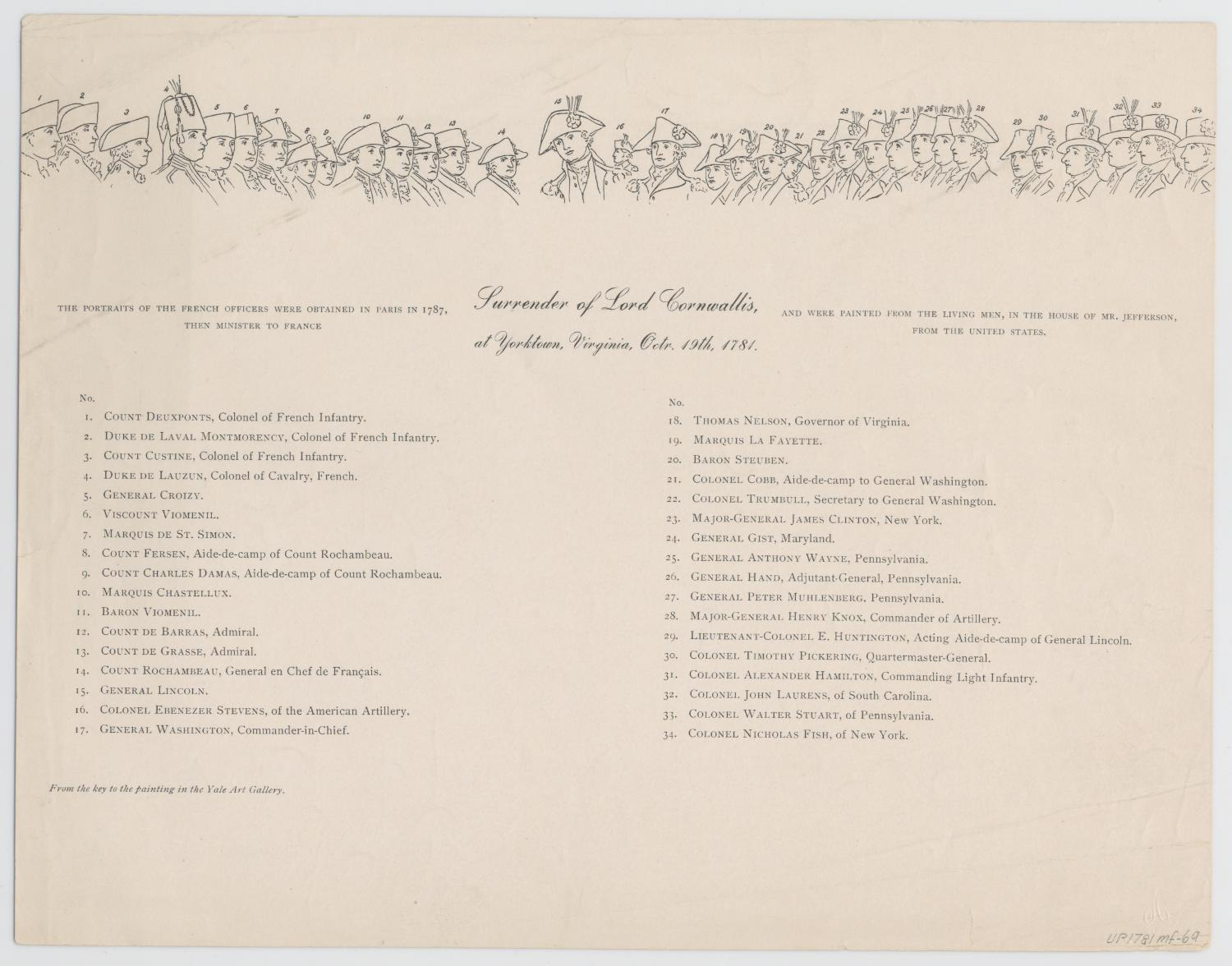
A key prepared by Trumbull identifying the French and American officers in the painting

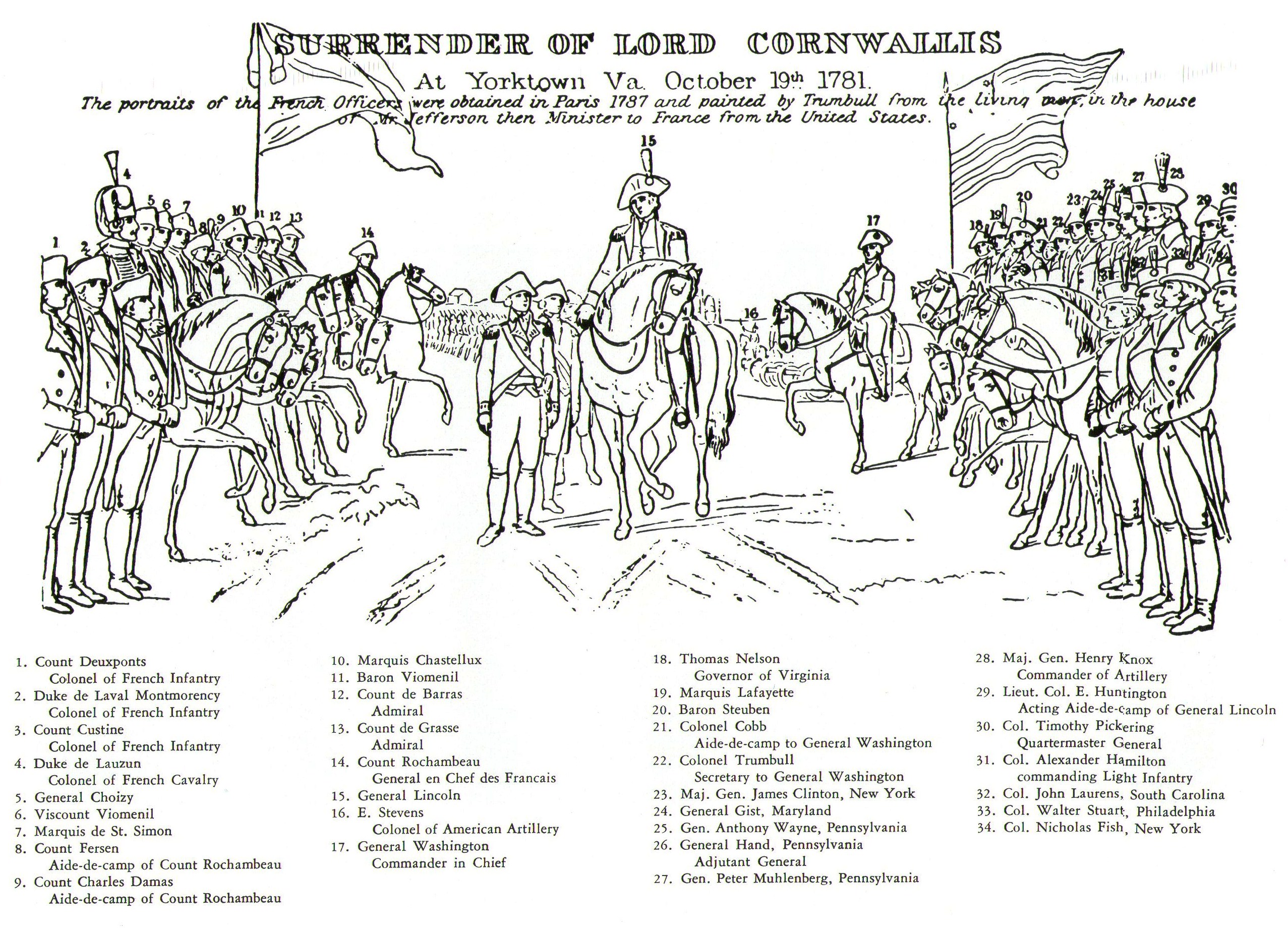
Another key to the painting

この絵画は1781年にバージニア州ヨークタウンでイギリス軍が降伏し、アメリカ独立戦争の末期の主要な戦いが終わった出来事を主題とし、暗雲に覆われた青空と壊れた大砲がこの出来事につながった戦いを示唆している。1781年9月上旬、7,000人の兵士とともに守りを固めたコーンウォリスは海からの援軍を望んでいたが、イギリスの艦隊はチェサピーク湾の海戦でフランスの艦隊に撃退された。数週間のうちに、アメリカのジョージ・ワシントン将軍は大軍を配置し、10月上旬に砲撃部隊がイギリス軍の陣地を砲撃した。アメリカ軍とフランス軍がイギリスの拠点2ヵ所を攻略すると、コーンウォリスは10月19日に降伏した。
場面の中央では、アメリカの将軍ベンジャミン・リンカーンが白い馬に乗って登場し、降伏するイギリスの将軍で背景に広がる大軍を率いるチャールズ・オハラが持つ剣に向かって右手を差し出している。左側では、騎乗したフランスの士官がブルボン家の白い旗を掲げ、右側ではアメリカの士官が星条旗を掲げており、その中にはラファイエット卿とジョナサン・トランブル大佐（ジョン・トランブルの兄弟）がいる。茶色の馬に乗るジョージ・ワシントン将軍は、コーンウォリス自身が降伏に参加していないため、背後にとどまっている。ロシャンボー伯爵は茶色の馬に乗って中央の左側にいる。